# Hydrelia binotata
Hydrelia binotata là một loài bướm đêm trong họ Geometridae.